# Olympische Sommerspiele 1996/Leichtathletik – Hammerwurf (Männer)

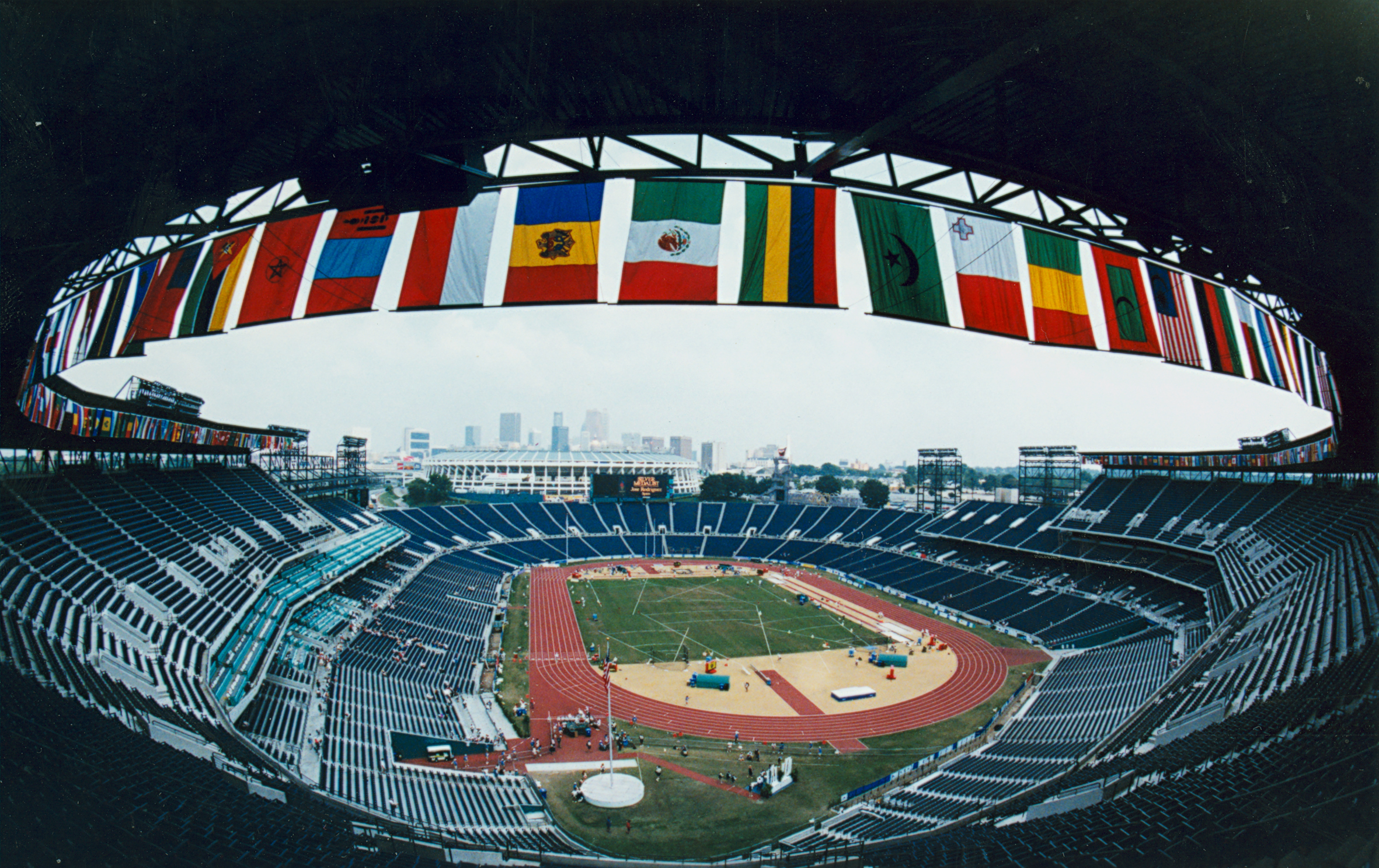
Das Centennial Olympic Stadium von Atlanta im Jahr 1996

Der Hammerwurf der Männer bei den Olympischen Spielen 1996 in Atlanta wurde am 27. und 28. Juli 1996 im Centennial Olympic Stadium ausgetragen. 37 Athleten nahmen teil.
Olympiasieger wurde der Ungar Balázs Kiss. Er gewann vor dem US-Amerikaner Lance Deal und dem Ukrainer Oleksandr Krykun.
Für Deutschland starteten Claus Dethloff, Karsten Kobs und Heinz Weis. Dethloff und Kobs schieden in der Qualifikation aus. Weis erreichte das Finale und belegte Rang fünf.

Athleten aus der Schweiz, Österreich und Liechtenstein nahmen nicht teil.

## Aktuelle Titelträger
| Olympiasieger 1992                      | Andrei Abduwalijew ( EUN)           | 82,54 m | Barcelona 1992       |
| Weltmeister 1995                        | Andrei Abduwalijew ( Tadschikistan) | 81,56 m | Göteborg 1995        |
| Europameister 1994                      | Wassili Sidorenko ( Russland)       | 81,10 m | Helsinki 1994        |
| Panamerikanischer Meister 1995          | Lance Deal ( USA)                   | 75,64 m | Mar del Plata 1995   |
| Zentralamerika und Karibik-Meister 1995 | Yosvany Suárez ( Kuba)              | 69,68 m | Guatemala-Stadt 1995 |
| Südamerika-Meister 1995                 | Andrés Charadía ( Argentinien)      | 70,34 m | Manaus 1995          |
| Asienmeister 1995                       | Bi Zhong ( Volksrepublik China)     | 70,30 m | Jakarta 1995         |
| Afrikameister 1996                      | Hakim Toumi ( Algerien)             | 69,32 m | Yaoundé 1996         |
| Ozeanienmeister 1994                    | Patrick Hellier ( Neuseeland)       | 63,16 m | Auckland 1994        |

## Bestehende Rekorde
| Weltrekord         | 86,74 m | Jurij Sedych ( Sowjetunion)    | Stuttgart, Deutschland    | 30. August 1986    |
| Olympischer Rekord | 84,80 m | Sergei Litwinow ( Sowjetunion) | Finale OS Seoul, Südkorea | 26. September 1988 |

Der bestehende olympische Rekord wurde bei diesen Spielen nicht erreicht. Der weiteste Wurf gelang dem ungarischen Olympiasieger Balázs Kiss mit 81,24 m in seinem dritten Versuch des Finales am 28. Juli. Damit blieb er 3,56 m unter dem Olympia- und 5,50 m unter dem Weltrekord.

## Legende
Kurze Übersicht zur Bedeutung der Symbolik – so üblicherweise auch in sonstigen Veröffentlichungen verwendet:
| – | verzichtet |
| x | ungültig   |

Anmerkungen zu zwei Angaben:
- Zeiten: Ortszeit Atlanta (UTC−5)
- Weiten: in Metern (m) angegeben

## Qualifikation
27. Juli 1996
Für die Qualifikation wurden die Athleten in zwei Gruppen gelost. Acht Werfer (hellblau unterlegt) übertrafen die direkte Finalqualifikationsweite von 76,50 m. Damit war die Mindestanzahl von zwölf Finalteilnehmern nicht erreicht. So wurde das Finalfeld mit vier weiteren Wettbewerbern (hellgrün unterlegt) aus beiden Gruppen nach den nächstbesten Weiten aufgefüllt und es reichten schließlich 75,10 m für die Finalteilnahme.

### Gruppe A

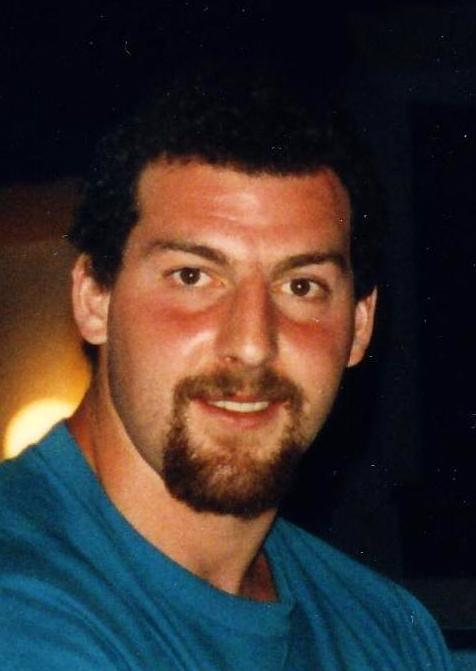
Christophe Épalle – ausgeschieden mit 74,22 m
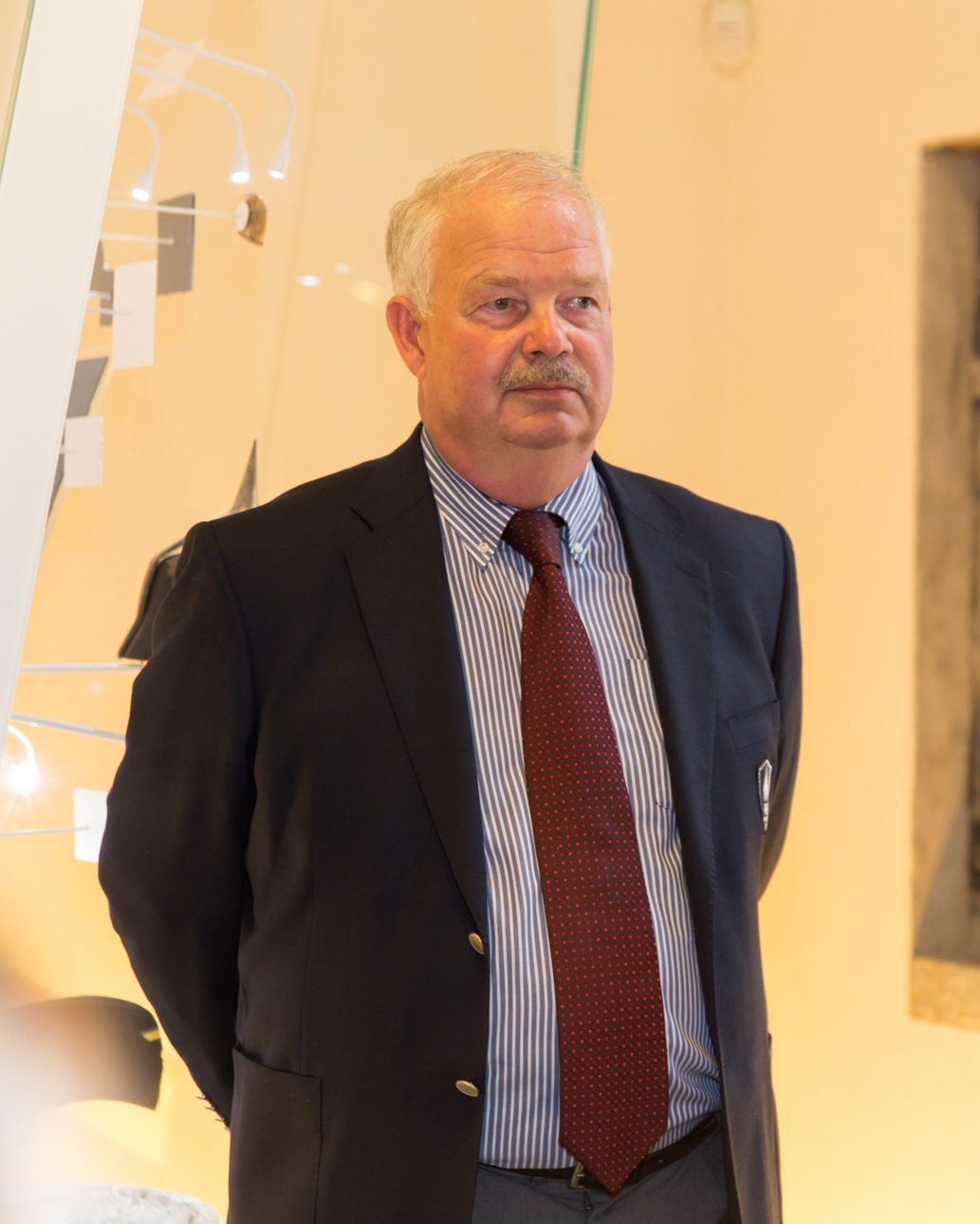
Jüri Tamm (hier im Jahr 2017) – ausgeschieden mit 73,16 m

11:30 Uhr
| Platz | Name                     | Nation       | 1. Versuch | 2. Versuch | 3. Versuch | Weite |
| ----- | ------------------------ | ------------ | ---------- | ---------- | ---------- | ----- |
| 1     | Balázs Kiss              | Ungarn       | x          | 78,34      | –          | 78,34 |
| 2     | Heinz Weis               | Deutschland  | 75,16      | 77,84      | -          | 77,84 |
| 3     | Szymon Ziółkowski        | Polen        | 77,64      | –          | –          | 77,64 |
| 4     | Wassili Sidorenko        | Russland     | 76,64      | –          | –          | 76,64 |
| 5     | Oleksandr Krykun         | Ukraine      | 73,82      | 75,78      | 75,70      | 75,78 |
| 6     | Sjarhej Alaj             | Belarus      | 74,94      | 73,60      | 75,10      | 75,10 |
| 7     | Claus Dethloff           | Deutschland  | 74,60      | 73,68      | 72,68      | 74,60 |
| 8     | Alexandros Papadimitriou | Griechenland | 74,42      | x          | 74,46      | 74,46 |
| 9     | Christophe Épalle        | Frankreich   | 74,22      | 73,42      | 73,98      | 74,22 |
| 10    | Gilles Dupray            | Frankreich   | x          | 70,92      | 74,04      | 74,04 |
| 11    | Pavel Sedláček           | Tschechien   | 72,60      | 73,98      | x          | 73,98 |
| 12    | Kevin McMahon            | USA          | 73,10      | 73,46      | 72,78      | 73,46 |
| 13    | Jüri Tamm                | Estland      | 72,14      | 73,16      | x          | 73,16 |
| 14    | Loris Paoluzzi           | Italien      | 71,38      | 71,68      | 72,82      | 72,82 |
| 15    | Adrián Annus             | Ungarn       | 68,68      | 72,26      | 72,58      | 72,58 |
| 16    | Tore Gustafsson          | Schweden     | 70,36      | 71,02      | x          | 71,02 |
| 17    | Jan Bielecki             | Dänemark     | x          | x          | 69,40      | 69,40 |
| 18    | Roman Linscheid          | Irland       | x          | 68,14      | 66,90      | 68,14 |

### Gruppe B

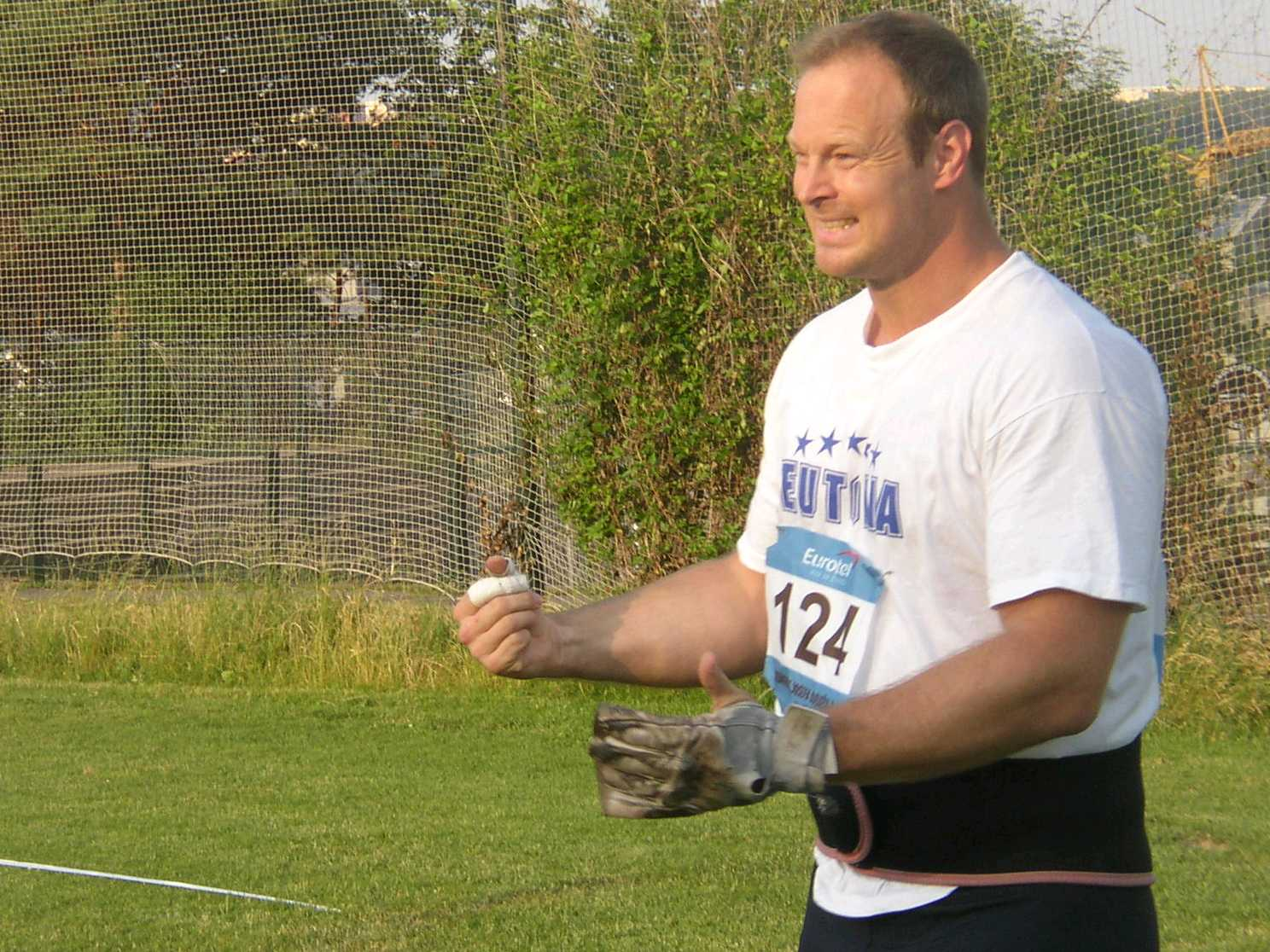
Karsten Kobs – ausgeschieden mit 74,20 m
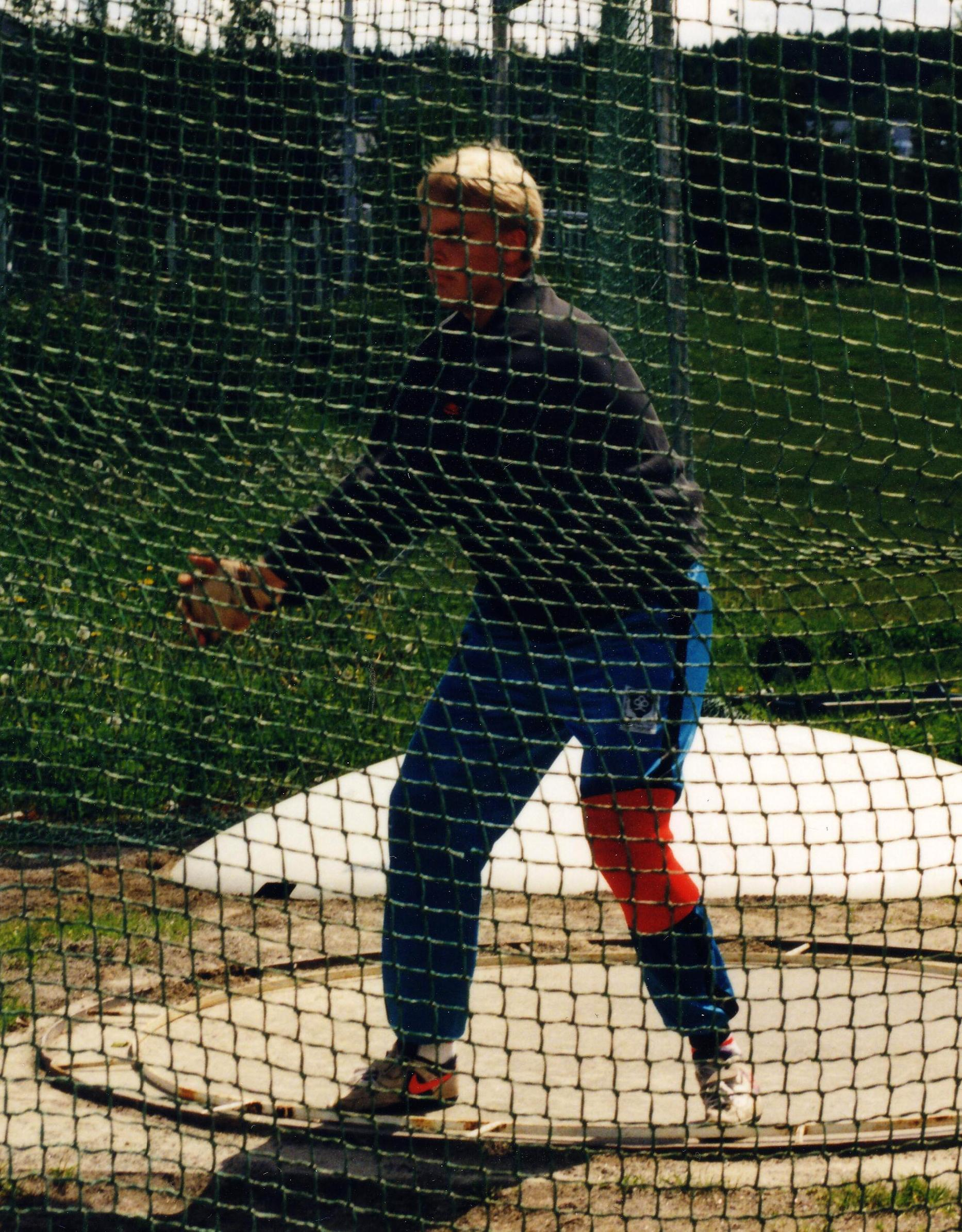
Marko Wahlman – ausgeschieden mit 73,50 m

27. Juli 1996, 13:00 Uhr
| Platz | Name                  | Nation         | 1. Versuch | 2. Versuch | 3. Versuch | Weite |
| ----- | --------------------- | -------------- | ---------- | ---------- | ---------- | ----- |
| 1     | Lance Deal            | USA            | 75,10      | 76,34      | 78,56      | 78,56 |
| 2     | Ihar Astapkowitsch    | Belarus        | 76,00      | 78,52      | –          | 78,52 |
| 3     | Andrij Skwaruk        | Ukraine        | 73,52      | 77,48      | –          | 77,48 |
| 4     | Enrico Sgrulletti     | Italien        | 77,36      | –          | –          | 77,36 |
| 5     | Raphaël Piolanti      | Frankreich     | 75,46      | x          | 76,44      | 76,44 |
| 6     | Ilja Konowalow        | Russland       | 74,84      | 75,10      | 75,08      | 75,10 |
| 7     | Alberto Sánchez       | Kuba           | 73,16      | 74,22      | 74,82      | 74,82 |
| 8     | Wadim Chersonzew      | Russland       | 73,62      | 74,00      | 74,48      | 74,48 |
| 9     | Karsten Kobs          | Deutschland    | 72,04      | x          | 74,20      | 74,20 |
| 10    | Aljaksandr Krasko     | Belarus        | 71,82      | 73,74      | x          | 73,74 |
| 11    | Zsolt Németh          | Ungarn         | 41,64      | 72,24      | 73,68      | 73,68 |
| 12    | Marko Wahlman         | Finnland       | 72,60      | 73,50      | x          | 73,50 |
| 13    | Sean Carlin           | Australien     | 73,32      | 72,00      | x          | 73,32 |
| 14    | Ken Popejoy           | USA            | 72,08      | 72,46      | x          | 72,46 |
| 15    | David Smith           | Großbritannien | x          | x          | 69,32      | 69,32 |
| 16    | Aqarab Abbas          | Pakistan       | 65,60      | x          | 64,34      | 65,60 |
| 17    | Andrés Charadía       | Argentinien    | 65,26      | x          | x          | 65,26 |
| 18    | Witali Choschateljow  | Usbekistan     | 64,52      | x          | x          | 64,52 |
| NM    | Christos Polychroniou | Griechenland   | x          | x          | x          | ogV   |

## Finale
28. Juli 1996, 15:45 Uhr
| Platz | Name               | Nation      | 1. Versuch | 2. Versuch | 3. Versuch | 4. Versuch                                                    | 5. Versuch                                                    | 6. Versuch                                                    | Endresultat |
| ----- | ------------------ | ----------- | ---------- | ---------- | ---------- | ------------------------------------------------------------- | ------------------------------------------------------------- | ------------------------------------------------------------- | ----------- |
| 1     | Balázs Kiss        | Ungarn      | 79,28      | 80,50      | 81,24      | 78,60                                                         | 79,82                                                         | x                                                             | 81,24       |
| 2     | Lance Deal         | USA         | x          | x          | 76,94      | 75,62                                                         | 77,26                                                         | 81,12                                                         | 81,12       |
| 3     | Oleksandr Krykun   | Ukraine     | 76,24      | 77,64      | 79,44      | x                                                             | 78,14                                                         | 80,02                                                         | 80,02       |
| 4     | Andrij Skwaruk     | Ukraine     | 74,24      | x          | 79,92      | 75,80                                                         | 76,56                                                         | x                                                             | 79,92       |
| 5     | Heinz Weis         | Deutschland | 78,78      | 79,30      | x          | 78,10                                                         | 78,98                                                         | 79,78                                                         | 79,78       |
| 6     | Ilja Konowalow     | Russland    | 76,44      | 77,48      | 77,44      | 77,70                                                         | 76,52                                                         | 78,72                                                         | 78,72       |
| 7     | Ihar Astapkowitsch | Belarus     | 76,38      | 78,20      | x          | 76,62                                                         | 77,38                                                         | x                                                             | 78,20       |
| 8     | Sjarhej Alaj       | Belarus     | 75,46      | 76,68      | 77,38      | 76,50                                                         | 76,38                                                         | 75,78                                                         | 77,38       |
| 9     | Enrico Sgrulletti  | Italien     | 76,34      | 76,94      | 75,22      | 76,88                                                         | 74,78                                                         | 76,98                                                         | 76,98       |
|       |                    |             |            |            |            |                                                               |                                                               |                                                               |             |
| 10    | Szymon Ziółkowski  | Polen       | 76,30      | 74,90      | 76,64      | nicht im Finale der – hier ausnahmsweise – besten neun Werfer | nicht im Finale der – hier ausnahmsweise – besten neun Werfer | nicht im Finale der – hier ausnahmsweise – besten neun Werfer | 76,64       |
| 11    | Raphaël Piolanti   | Frankreich  | 74,34      | 75,24      | x          | nicht im Finale der – hier ausnahmsweise – besten neun Werfer | nicht im Finale der – hier ausnahmsweise – besten neun Werfer | nicht im Finale der – hier ausnahmsweise – besten neun Werfer | 75,24       |
| 12    | Wassili Sidorenko  | Russland    | 73,62      | x          | 74,68      | nicht im Finale der – hier ausnahmsweise – besten neun Werfer | nicht im Finale der – hier ausnahmsweise – besten neun Werfer | nicht im Finale der – hier ausnahmsweise – besten neun Werfer | 74,68       |

Zwölf Athleten hatten sich für das Finale qualifiziert, acht über die geforderte Qualifikationsweite und weitere vier über ihre Platzierungen. Jeweils zwei Russen, Ukrainer und Belarussen kämpften mit je einem Teilnehmer aus Deutschland, Frankreich, Italien, Polen, Ungarn und den USA um die Medaillen.
Aus der alten Garde der Hammerwerfer waren einige nicht mehr dabei hier in Atlanta, so z. B. der Olympiasieger von 1992 und Weltmeister von 1995 Andrei Abduwalijew aus Tadschikistan oder der ungarische WM-Dritte Tibor Gécsek. Zum Favoritenfeld gehörten der ungarische WM-Vierte Balázs Kiss, der belarussische Vizeweltmeister, Vizeeuropameister und Olympiazweite von 1992 Ihar Astapkowitsch, der US-Amerikaner Lance Deal, WM-Fünfter, sowie auch Europameister Wassili Sidorenko aus Russland, der allerdings nicht mehr über sein Leistungsniveau aus der EM-Saison 1994 verfügte.
Kiss übernahm in der ersten Runde mit 79,28 m die Führung, hinter ihm auf Platz zwei lag der Deutsche Heinz Weis mit 78,78 m. Beide verbesserten ihre Weiten im zweiten Versuch, Weis auf 79,30 m und Kiss auf 80,50 m. Im dritten Durchgang gelangen Kiss 81,24 m. Der Ukrainer Andrij Skwaruk schob sich mit 79,92 m auf Platz zwei vor seinen Landsmann Oleksandr Krykun, der 79,44 m erzielte und damit Weis auf Platz vier verdrängte.
Für die folgenden drei Versuche waren neun Athleten zugelassen. Sowohl der US-Athlet Lance Deal als auch der Italiener Enrico Sgrulletti lagen mit 76,94 m auf Rang acht. In diesem Fall kam zur Festlegung der exakten Platzierung die Regel des Rückgriffs auf die zweitbeste Weite regelkonform nicht zur Anwendung und beide konnten den Wettkampf fortsetzen.
In den beiden folgenden Versuchsserien tat sich im Klassement nichts. Aber im letzten Durchgang gab es noch einmal Veränderungen. Zunächst warf Deal den Hammer auf 81,12 m und war damit hinter Kiss Zweiter. Krykun gelangen 80,02 m, womit er sich an Skwaruk vorbei auf Platz drei schob. Auch Weis verbesserte seine Weite noch einmal auf 79,78 m, was im Klassement jedoch keine Änderung mehr nach sich zog. Balázs Kiss war damit Olympiasieger, die Medaillen gewannen Lance Deal – Silber – und Oleksandr Krykun – Bronze. Den vierten Platz belegte Andrij Skwaruk vor Heinz Weis und dem Russen Ilja Konowalow.
Lance Deal gewann die neunzehnte US-Medaille im Hammerwurf, die erste Medaille seit dem Olympiasieg von Hal Connolly 1956.

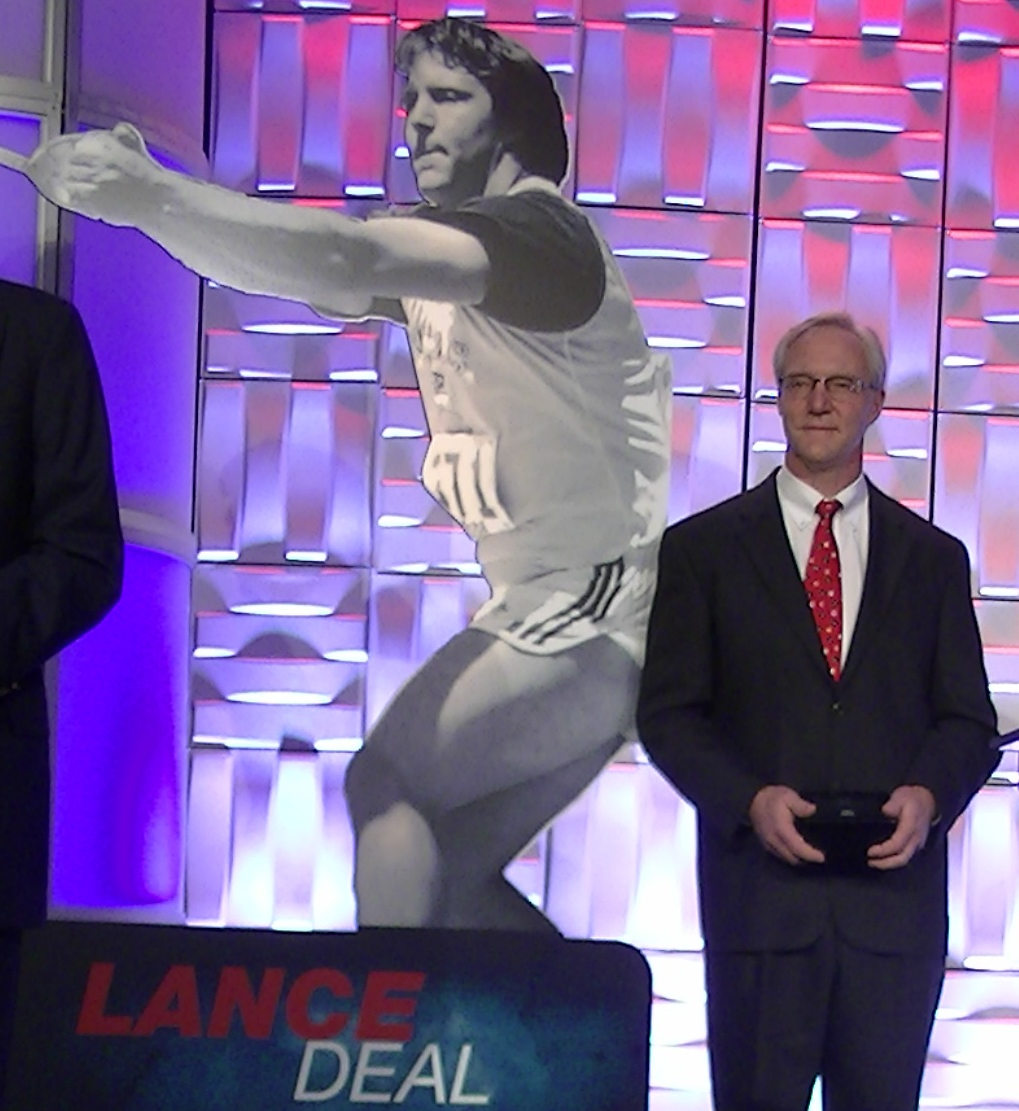
Silbermedaillengewinner Lance Deal (hier mit seiner Statue im Jahr 2014)
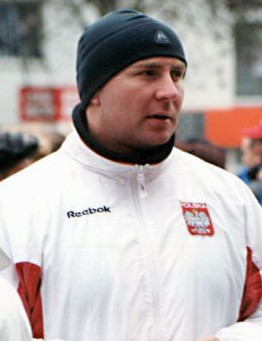
Szymon Ziółkowski erreichte im Finale Rang zehn

## Videolinks
- Hammer Throw Atlanta Olympics 1996 Final, youtube.com, abgerufen am 10. Januar 2022
- 6497 Olympic 1996 Hammer Men Lance Deal, youtube.com, abgerufen am 10. Januar 2022
- 6498 Olympic 1996 Hammer Men Oleksandr Krykun, youtube.com, abgerufen am 10. Januar 2022
- 6494 Olympic 1996 Hammer Men Andriy Skvaruk, youtube.com, abgerufen am 10. Januar 2022
- hammer throw annus olympics 1996, youtube.com, abgerufen am 10. Januar 2022
- 6499 Olympic 1996 Medal Ceremony Hammer Men, youtube.com, abgerufen am 10. Januar 2022